# NGC 6985/1
NGC 6985/1 је спирална галаксија у сазвежђу Водолија која се налази на NGC листи објеката дубоког неба.
Деклинација објекта је - 11° 6' 15" а ректасцензија 20h 45m 3,0s. Привидна величина (магнитуда) објекта NGC 6985 износи 13,8 а фотографска магнитуда 14,7. NGC 69851 је још познат и под ознакама MCG -2-53-1, VV 546, IRAS 20422-1117, PGC 65306.